# シャケル・ムーア
シャケル・"シャク"・クワメ・ムーア（Shaquell Kwame "Shaq" Moore、1996年11月2日 - ）は、アメリカ合衆国・パウダー・スプリングス出身のサッカー選手。ナッシュビルSC所属。ポジションはDF。アメリカ合衆国代表。父親はトリニダード・トバゴ代表のサッカー選手のウェンデル・ムーア。

## クラブ経歴
母国アメリカでプロデビュー前にスペインへ渡り、2015年からスペイン下部リーグのクラブを転々とし、2016年8月30日、レバンテUDのBチームへ移籍した。翌年9月30日、デポルティーボ・アラベスとの試合でフル出場したことでプリメーラ・ディビシオンでの初出場を経験した。これにより、プリメーラの舞台でプレーした史上4人目のアメリカ人プレイヤーとなった。
2019年7月24日、セグンダ・ディビシオンに所属していたCDテネリフェに3年契約で移籍した。
2022年7月19日、移籍金200万ドルでメジャーリーグサッカーのナッシュビルSCに加入した。

## 代表経歴
2011年からアメリカの世代別代表に招集され始めると、各世代で定期的に出場機会を貰い、2013年のCONCACAF U-17選手権では、キャプテンとしてチームをベスト8に導いた。また、2015 FIFA U-20ワールドカップにも出場した。
2018年6月2日、アイルランド代表との親善試合でアメリカ合衆国代表での初キャップを記録し、2021年には2021 CONCACAFゴールドカップへ出場して大会ベストイレブンに選出される活躍を見せ、同代表を大会優勝に導いた。
2022年11月9日、2022 FIFAワールドカップに臨むアメリカ合衆国代表に選出された。

## 代表歴

### 出場大会
- アメリカ代表
  - 2022 FIFAワールドカップ

### 試合数
- 国際Aマッチ 19試合 1得点（2018年-）[10]

| アメリカ代表 | 国際Aマッチ | 国際Aマッチ |
| 年           | 出場        | 得点        |
| ------------ | ----------- | ----------- |
| 2018         | 5           | 0           |
| 2019         | 0           | 0           |
| 2020         | 0           | 0           |
| 2021         | 8           | 1           |
| 2022         | 4           | 0           |
| 2023         | 0           | 0           |
| 2024         | 2           | 0           |
| 通算         | 19          | 1           |

## タイトル

### 代表
アメリカ合衆国代表
- CONCACAFゴールドカップ : 1回 (2021

### 個人
- CONCACAFゴールドカップベストイレブン : 1回 (2021)